# Lijst van steden en dorpen in Jamaica

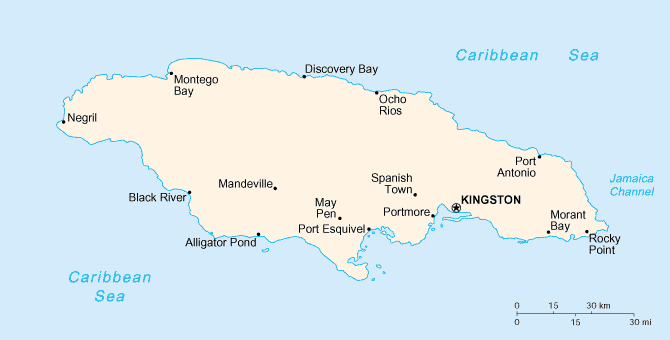
Landkaart van Jamaica.

Dit is een lijst van steden en dorpen in Jamaica. Een stad (city) is aangeduid met een (C). De overige plaatsen zijn dorpen (towns).  
N.B. de lijst is nog niet volledig voor plaatsnamen die beginnen met C t/m H, J t/m P, R t/m T en W.

## A
- Aberdeen
- Aboukir
- Above Rocks
- Accompong
- Adelphi
- Aenon Town
- Aeolus Valley
- Agualta Vale
- Airy Castle
- Albany
- Albert Town
- Albion (Manchester)
- Albion (Saint Ann)
- Albion (Saint Thomas)
- Alderton
- Aleppo

- Alexandria (Hanover)
- Alexandria (Saint Ann)
- Alligator Church
- Alligator Pond
- Alma
- Alston (Jamaica)
- Alva
- Amity Cross
- Amity Hall (Saint James)
- Amity Hall (Saint Thomas)
- Annotto Bay
- Anchovy
- Angels
- Annotto Bay
- Appleton
- Arcadia

- Arntully
- Arthurs Seat
- Asia
- Askenish
- Auchindown
- Auchtembeddie
- August Town
- Axe and Adze

## B
- Bachelors Hall
- Baileys Vale
- Baillieston
- Balaclava
- Ballards Valley
- Bamboo
- Banana Ground
- Banbury
- Bangor Ridge
- Banks
- Baptist
- Barbary Hall
- Barbecue Bottom
- Barking Lodge
- Barrett Town
- Bartons
- Bath
- Bay Road
- Beacon
- Beaufort
- Beckford Kraal
- Beechamville
- Beecher Town
- Beeston Spring
- Belfast
- Belfield
- Bellas Gate
- Bellefield
- Bellevue
- Belmont
- Belvedere (Portland)
- Belvedere (Saint Thomas)
- Benbow

- Bensonton
- Berkshire
- Bermaddy
- Bernard Lodge
- Berridale
- Bethany
- Bethel Gap
- Bethel Town
- Bickersteth
- Big Woods
- Birds Hill
- Black Hill
- Black River
- Blackstonedge
- Blenheim
- Blenheim Town
- Bloxburgh
- Bluefields
- Bog
- Bognie
- Bogue (Saint Elizabeth)
- Bogue (Saint James)
- Bog Walk
- Bohemia
- Bombay
- Bonny Gate
- Border
- Borobridge
- Boston Bay
- Bowden
- Bowens
- Braco

- Braes River
- Braeton
- Brainerd
- Brandon Hill (Clarendon)
- Brandon Hill (Saint Andrew)
- Breastworks
- Brighton (Saint Elizabeth)
- Brighton (Westmoreland)
- Brinkley
- British
- Brittonville
- Brixton Hill
- Broadgate
- Broadleaf
- Brokenbank
- Brompton
- Broughton
- Brown's Town
- Bruce Hall
- Bryans Bay
- Buff Bay
- Bull Bay
- Bull Savanna
- Bunkers Hill
- Burlington
- Burnt Ground
- Burnt Hill
- Burnt Savanna
- Bushy Park
- Buy Land
- Bybrook
- Byles

## C
- Cacoon
- Cambridge
- Cave Valley
- Christiana
- Clarendon Park

- Cousins cove

- Cypress Hall

## D
- Dallas
- Dias
- Discovery Bay

- Duncans

- Duxes

## E
- Easington

- Ewarton

- Exchange

## F
- Fairy Hill
- Faiths Pen
- Falmouth

- Frankfield
- Franklin Town
- Frome

- Fyffes Pen

## G
- Galina
- Glasgow

- Green Island

- Guys Hill

## H
- Haddington
- Haddo
- Hagley Gap
- Half Way Tree

- Hope Bay

- Hordley

## I
- Inverness
- Ipswich
- Irons Mountain

- Islington (Portland)
- Islington (Saint Mary)

- Iter Boreale
- Ivor Cottage

## J
- Jackson (Saint Catherine)
- Jackson (Saint Mary)
- Jackson Town

- Johns Town

- Junction

## K
- Keith

- Kingston (C)
- Kirkvine

- Kupuis

## L
- Labyrinth

- Linstead
- Little London
- Logwood

- Lucea
- Lyssons

## M
- Macca Tree
- Manchester
- Mandeville
- Maryland
- May Pen

- Mile Gully
- Moneague
- Montego Bay (C)
- Montpelier
- Morant Bay

- Myersville

## N
- Nain
- Negril
- Newcastle

- New Holland

- Norway

## O
- Oaks
- Ocho Rios
- Old Harbour

- Oracabessa

- Oxford

## P
- Padmore
- Pennycooke

- Port Antonio

- Port Esquivel
- Port Maria
- Port Morant
- Portmore (C)
- Port Royal
- Pusey Hill

## Q
- Quebec

- Queenhythe

- Quick Step

## R
- Race Course
- Raheen
- Reading
- Red Gal Ring

- Richmond (Manchester)
- Richmond (Saint Mary)

- Rocky Point (Clarendon)
- Rocky Point (Saint Thomas)
- Runaway Bay
- Russells

## S
- Salem
- Savanna-la-Mar
- Saint Ann's Bay
- Santa Cruz
- Sheffield

- Southfield
- Spanish Town (C)

- Swift River

## T
- Teak Pen
- The Alley

- Torrington (Saint Elizabeth)
- Torrington (Westmoreland)

- Two Paths

## U
- Ulster Spring
- Union

- Union Hill
- Unity

- Unity Hall

## V
- Vauxhall

- Vicoria Town

- Vineyard Town

## W
- Wait-a-Bit

- Watson Town

- Worthy Park

## Y
- Yallahs
- York Castle

- York Pen
- YS

- Ythanside